# Batalla de Ampfing (1800)
La batalla de Ampfing (1800) ocurrió el 1 de diciembre de 1800, cuando las dos divisiones de Paul Grenier de la Primera República Francesa se opusieron al ejército austriaco al suroeste de la ciudad de Ampfing durante las Guerras Revolucionarias Francesas. Los austriacos, bajo el liderazgo del archiduque Juan de Austria, obligaron a sus enemigos a retirarse, aunque sufrieron mayores pérdidas que los franceses. Ampfing se encuentra a 63 kilómetros (39 millas) al este de Múnich y a 8 km (5 millas) al oeste de Mühldorf.
En la primavera de 1800, mientras Moreau destrozaba las defensas austriacas en Alemania, los generales Massena y Desaix se toparon con duras ofensivas austriacas en el norte de Italia. En junio, Napoleón trajo el cuerpo de reserva y derrotó a los austriacos en Marengo. En el Danubio, la decisiva batalla de Höchstädt, seguida del éxito en la batalla de Neuburg unos días más tarde, permitió a los franceses tomar Múnich y controlar el Danubio y sus afluentes hasta Ingolstadt. Con los franceses presionando sobre Austria desde el norte y a través de Italia, una tregua puso fin a las hostilidades durante el resto del verano. A pesar de estas pérdidas significativas, ambas decisivas, los austriacos se mostraron reacios a aceptar términos de paz desventajosos. Después de la expiración de la tregua de verano en noviembre de 1800, tanto el ejército austriaco como el francés se apresuraron a enfrentarse entre sí en el terreno al este de Múnich. El recién nombrado comandante de las fuerzas austriacas, el archiduque Juan, logró llevar la mayor parte de su ejército contra el ala izquierda de Grenier del ejército francés de Jean Moreau cerca de Ampfing. Superadas en número, dos divisiones francesas lucharon en una obstinada acción de retaguardia durante seis horas antes de retirarse en buen orden.
En lugar de estar sobrios por sus 3000 bajas, el archiduque Juan y su personal se convencieron de que el enemigo estaba huyendo. El general austriaco ordenó una persecución de los franceses a través de terrenos boscosos. Pero, en lugar de huir, Moreau y sus tropas esperaban a los austriacos. Los dos ejércitos se encontraron en la decisiva batalla de Hohenlinden dos días después.

## Antecedentes

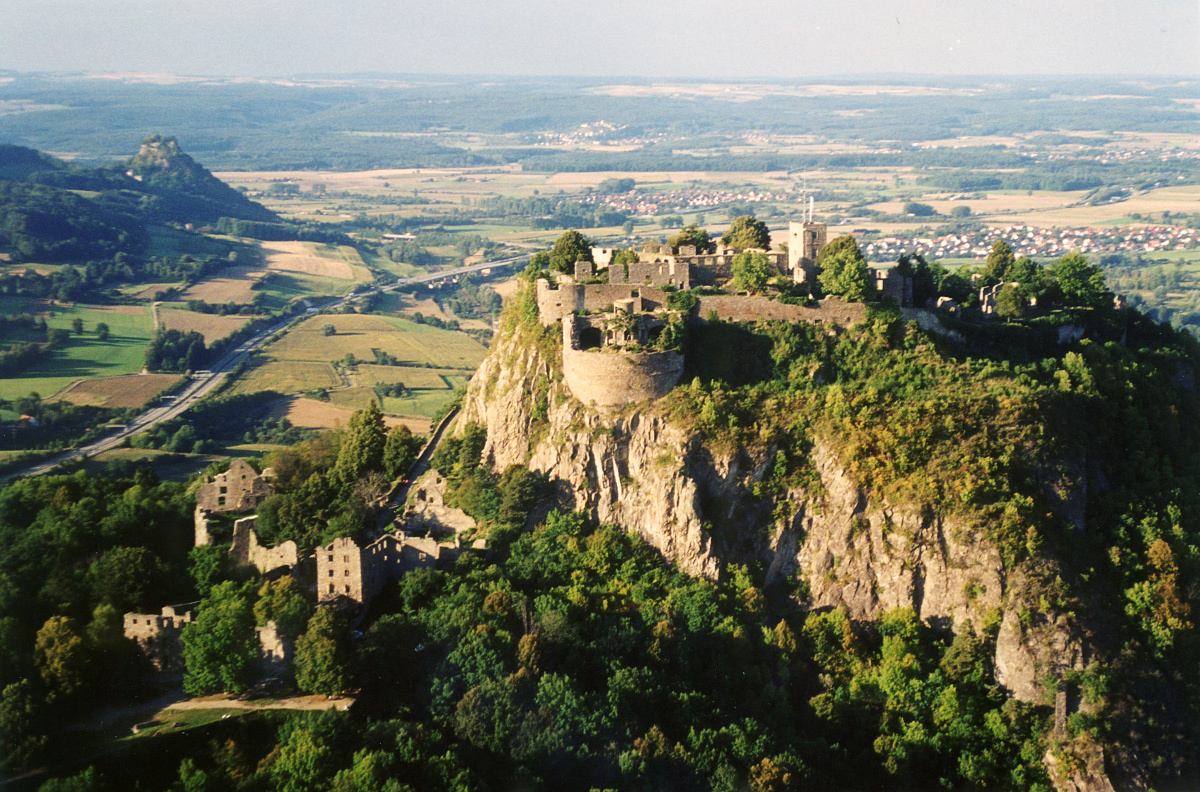
Las batallas de Stockach y Engen en mayo de 1800, seguidas de una batalla más grande en Messkirch, siguieron a la capitulación de Hohentwiel ante los franceses.

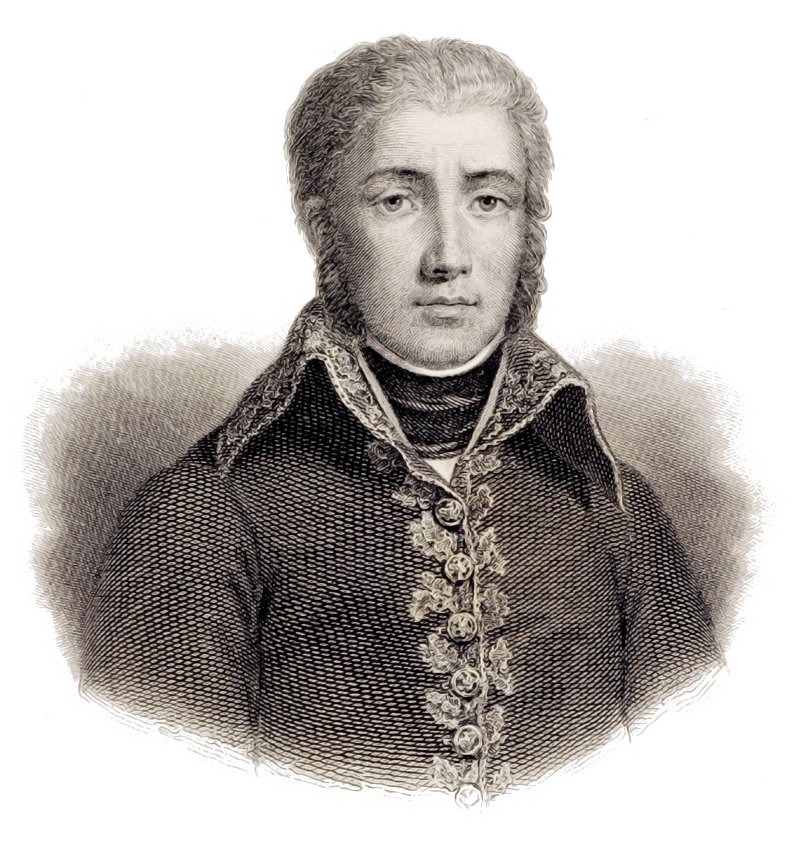
Jean Victor Moreau comandó el ejército francés del Rin.

Aunque las fuerzas de la Primera Coalición lograron varias victorias iniciales, los esfuerzos de Napoleón Bonaparte en el norte de Italia hicieron retroceder a las fuerzas austriacas y dieron como resultado la negociación de la Paz de Leoben (17 de abril de 1797) y el posterior Tratado de Campo Formio (octubre de 1797). Este tratado resultó difícil de administrar. Austria tardó en renunciar a algunos de los territorios venecianos. Un Congreso convocado en Rastatt con el propósito de decidir qué estados del suroeste de Alemania serían mediatizados para compensar a las casas dinásticas por las pérdidas territoriales, pero no pudo hacer ningún progreso. Apoyados por las fuerzas republicanas francesas, los insurgentes suizos organizaron varios levantamientos, causando finalmente el derrocamiento de la Confederación Suiza después de 18 meses de guerra civil. A principios de 1799, el Directorio francés se había impacientado con las tácticas de estancamiento empleadas por Austria. El levantamiento en Nápoles levantó más alarmas, y las recientes ganancias en Suiza sugirieron que el momento era fortuito para aventurarse en otra campaña en el norte de Italia y el suroeste de Alemania.
A principios de 1800, los ejércitos de Francia y Austria se enfrentaron a través del Rin. Pál Kray dirigió aproximadamente 120 000 soldados. Además de sus regulares austriacos, su fuerza incluía 12 000 hombres del Electorado de Baviera, 6000 soldados del Ducado de Wurtemberg, 5000 soldados de baja calidad del Arzobispado de Maguncia y 7000 milicianos del Condado de Tirol. De estos, 25 000 hombres fueron desplegados al este del lago de Constanza (Bodensee) para proteger el Vorarlberg. Kray colocó su cuerpo principal de 95 000 soldados en el ángulo en forma de L donde el Rin cambia de dirección de un flujo hacia el oeste a lo largo de la frontera norte de Suiza a un flujo hacia el norte a lo largo de la frontera oriental de Francia. Imprudentemente, Kray estableció su revista principal en Stockach, cerca del extremo noroeste del lago de Constanza, a solo un día de marcha de la Suiza controlada por los franceses.

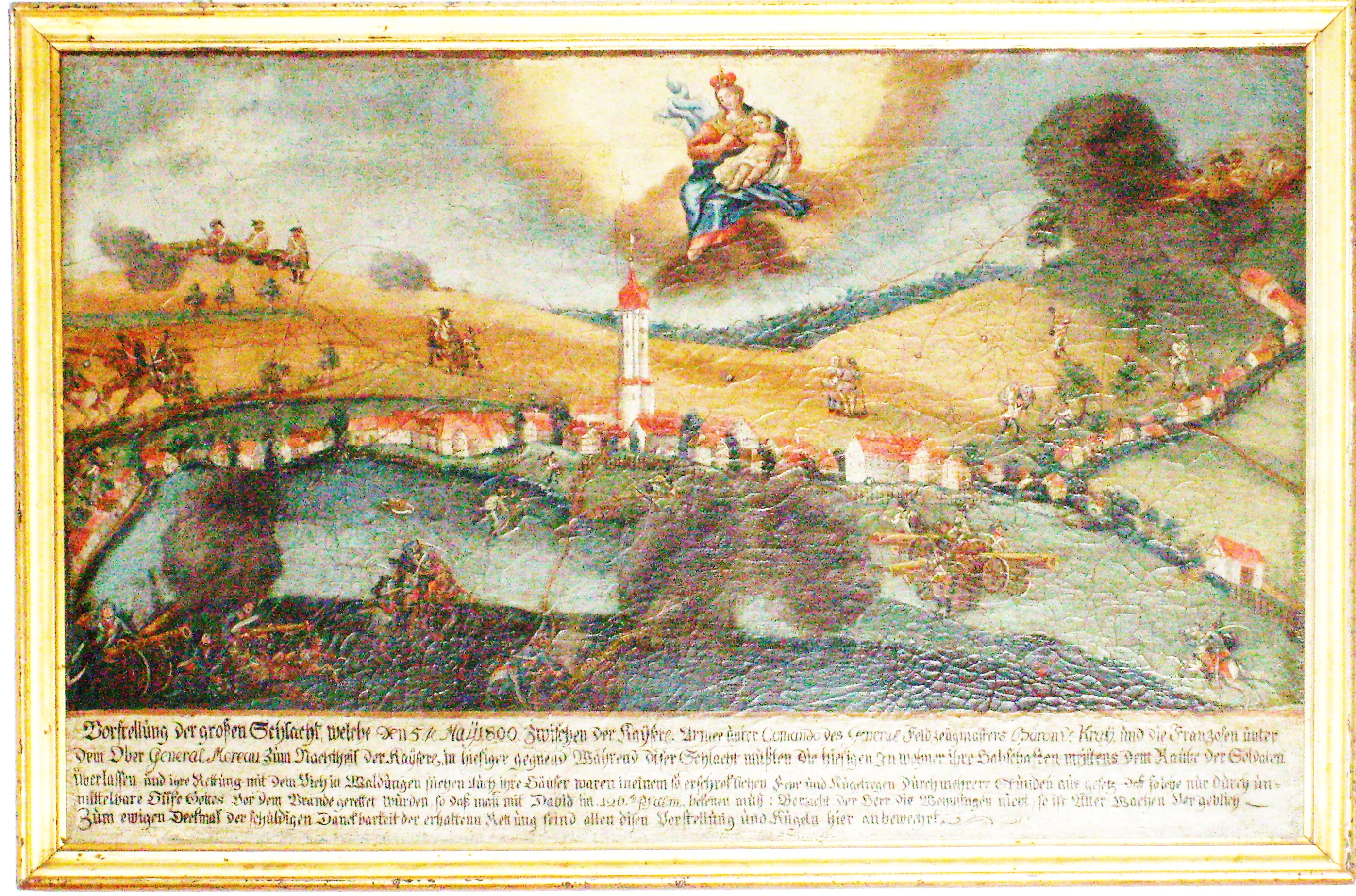
La batalla de Messkirch fue ganada desde lo más alto.

Jean Victor Marie Moreau comandó un ejército modestamente equipado de 137 000 soldados franceses. De estos, 108 000 soldados estaban disponibles para operaciones de campo, mientras que los otros 29 000 vigilaban la frontera suiza y mantenían las fortalezas del Rin. El primer cónsul Napoleón Bonaparte ofreció un plan de operaciones basado en flanquear a los austriacos por un empuje de Suiza, pero Moreau se negó a seguirlo. Más bien, Moreau planeó cruzar el Rin cerca de Basilea, donde el río giraba hacia el norte. Una columna francesa distraería a Kray de las verdaderas intenciones de Moreau cruzando el Rin desde el oeste. Bonaparte quería que el cuerpo de Claude Lecourbe fuera enviado a Italia después de las batallas iniciales en la llanura del Danubio, pero Moreau tenía otros planes. A través de una serie de maniobras complicadas en las que flanqueó, flanqueó dos veces y volvió a atacar al ejército de Kray, el ejército de Moreau yacía en la ladera oriental de la Selva Negra, mientras que partes del ejército de Kray todavía protegían los pasos del otro lado. Las batallas de Engen y Stockach se libraron el 3 de mayo de 1800 entre el ejército de la Primera República Francesa bajo Jean Victor Marie Moreau y el ejército de Austria de Habsburgo dirigido por Pál Kray. La lucha cerca de Engen resultó en un punto muerto con grandes pérdidas en ambos lados. Sin embargo, mientras los dos ejércitos principales estaban comprometidos en Engen, Claude Lecourbe capturó Stockach de sus defensores austriacos bajo el mando de José, príncipe de Lorena-Vaudemont. La pérdida de esta base de suministro principal en Stockach obligó a Kray a retirarse a Messkirch, donde disfrutaron de una posición defensiva más favorable. Sin embargo, también significó que cualquier retirada de Kray a Austria a través de Suiza y voralberg fue cortada.
Los días 4 y 5 de mayo, los franceses lanzaron repetidos e infructuosos asaltos contra Messkirch. En la cercana Sauldorf, donde los austriacos también tenían la superioridad de posición y fuerza, la 1° Demi-brigada tomó el pueblo y las alturas a su alrededor, lo que les dio un aspecto dominante sobre Messkirch. Posteriormente, Kray retiró sus fuerzas a Sigmaringa, seguido de cerca por los franceses. Los combates en la cercana Biberach se produjeron el 9 de mayo; la acción consistió principalmente en el asalto de los 25 000 hombres del centro francés (comandado por Laurent de Gouvion-Saint-Cyr), a la fuerza austriaca. Una vez más, el 10 de mayo, los austriacos se retiraron con grandes pérdidas, esta vez a Ulm.

### Importancia estratégica del valle de Danubio
El objetivo de la guerra francesa, ocupar Viena y obligar a los Habsburgo a aceptar y cumplir con los términos de paz establecidos en 1798, requirió una invasión de doble vertiente a través del norte de Italia, que el primer cónsul Napoleón comandó, y a través del sur de Alemania, una campaña que cayó en Manos de Moreau. Para asegurar el acceso a Baviera y, eventualmente, a Viena, los franceses necesitaban controlar la vía fluvial del Danubio. Esta no era una táctica nueva: este tramo del río había sido el sitio de grandes batallas de la guerra de los Treinta Años y la guerra de sucesión española. Entre Ulm e Ingolstadt, el Danubio crece significativamente en volumen, lo que lo convierte en una vía fluvial amplia y rápida. El Iller se une al Danubio en Ulm, vertiendo cantidades masivas de agua en el arroyo; en Donauwörth, el Lech entra en el Danubio. Neuburg, la primera ciudad significativa en el río después de Donauwörth, había sido la sede familiar de los príncipes de Palatinado-Neoburgo; tomarlo de una familia principesca del Sacro Imperio Romano Germánico sería un golpe a la moral y el prestigio de los Habsburgo, cuyo papel era proteger los pequeños dominios principescos. El control de los puentes y pasajes entre Ulm y Donauwörth, Neuburg, luego Ingolstadt ofrecía una ventaja tanto de transporte como de prestigio. Siguieron una serie de batallas y enfrentamientos a lo largo del Danubio entre Ulm e Ingolstadt. Una vez que Höchstädt y sus puentes cercanos cayeron el 19 de junio, los franceses controlaron los cruces del Danubio entre Ulm y Donauwörth. Kray abandonó Ulm, y se retiró río abajo. El próximo objetivo francés sería Neuburg. Después de una batalla de un día por el control del río por Neuburg, los austriacos se retiraron. Lecourbe ordenó a sus tropas que no los persiguieran, ya que el anochecer estaba sobre ellos. Los franceses ahora controlaban el acceso al Danubio, sus afluentes tan al sur como Pöttmes, y las orillas en el lado norte del río.
La pérdida de Neuburg rompió el control austriaco a lo largo del estratégico Danubio. Del mismo modo, en Italia, los éxitos franceses en las batallas de Montebello y Marengo forzaron la retirada austriaca hacia el este. Con Francia amenazando a la Austria de los Habsburgo desde el noroeste y suroeste, los austriacos acordaron un alto el fuego. Las negociaciones de paz posteriores se complicaron por la alianza que Austria había hecho con Gran Bretaña, y que le impidió firmar una paz separada. En consecuencia, los británicos, aunque habían tenido éxito en bloquear los puertos franceses, entraron en las negociaciones para reforzar a su debilitado aliado. Inicialmente, Gran Bretaña rechazó los términos franceses y ofreció contraconceptos en septiembre de 1800. Continuaron las negociaciones; Napoleón más tarde afirmó que los austriacos no negociaron de buena fe, y solo buscaron ganar tiempo hasta «la temporada de lluvias» (invierno), cuando los movimientos del ejército serían difíciles, y los Habsburgo tendrían una temporada entera para reclutar.

### Tregua
El 15 de julio de 1800, Francia y Austria acordaron una tregua que puso fin a la campaña de verano en el sur de Alemania. El emperador Francisco II destituyó a Pál Kray y nombró a su hermano, el archiduque Juan, de 18 años, para comandar el ejército austriaco. Para compensar la inexperiencia del joven, el emperador nombró a Franz von Lauer como comandante adjunto y el Oberst (Coronel) Franz von Weyrother se convirtió en jefe de Estado Mayor. Ambos ejércitos se prepararon para una renovación de las hostilidades, pero el 20 de septiembre se firmó una extensión de la tregua. En este momento, las fortalezas bávaras de Ingolstadt, Ulm y Philippsburg fueron cedidas a los franceses, pero estas concesiones permitieron a Austria aumentar sus fuerzas de campo con 20 000 infantes de línea pertenecientes a las guarniciones. Mientras tanto, prosiguieron las negociaciones de paz.

### Reanudación de las hostilidades

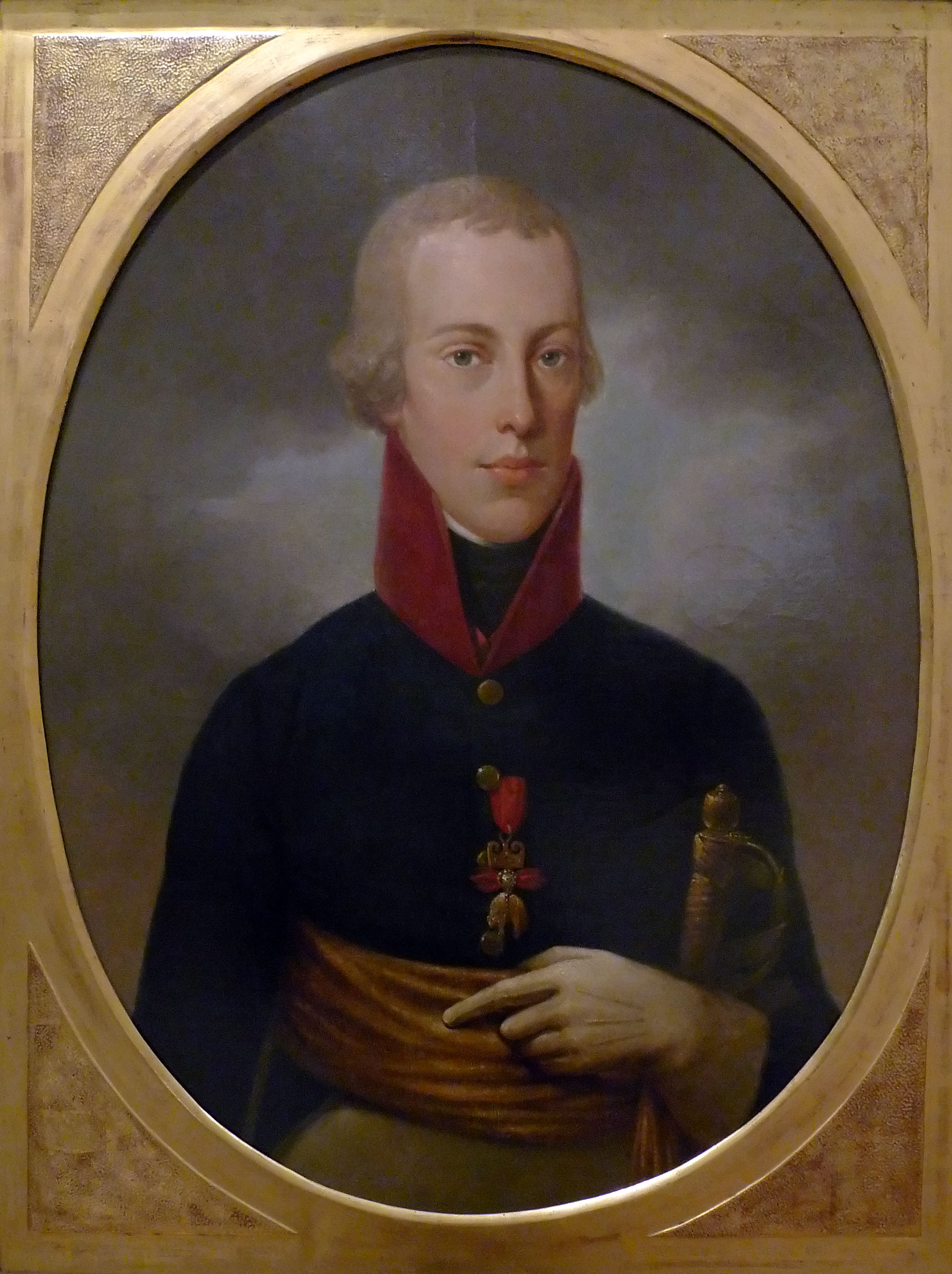
Archiduque Juan en 1800.

El armisticio de verano se mantuvo hasta el 12 de noviembre de 1800, cuando los franceses notificaron a sus enemigos su intención de poner fin a la tregua en dos semanas. Los austriacos distribuyeron 124 000 soldados en un arco desde Wurzburgo en el norte hasta Innsbruck en el sur. Joseph-Sebastien von Simbschen mantuvo Würzburg con 12 000 soldados. Johann von Klenau y 14 000 soldados defendieron la orilla norte del Danubio cerca de Ratisbona. El ejército principal del archiduque Juan, con 49 000 infantes y 16 500 de caballería, se encontraba detrás del río Eno cerca de Braunau am Inn y Passau. Los 16 000 bávaros, württembergers, austriacos y emigrados franceses del ejército de Condé de Christian von Zweibrücken se encontraban al suroeste del ejército principal, protegiendo la línea de la posada. Más al suroeste, Johann von Hiller ocupó Innsbruck con 16 000 soldados.
Para contrarrestar a los austriacos, los franceses desplegaron una gama aún mayor de fuerzas. Desde Fráncfort del Meno, Pierre Augereau y 16 000 soldados amenazaron el ala norte de Simbschen. Moreau controlaba 107 000 del ejército principal, desplegados en cuatro alas. La fuerza separada de 24 000 efectivos de Bruneteau de Saint-Suzanne ocupó la orilla norte del Danubio cerca de Ingolstadt, el ala izquierda de 24 000 hombres de Grenier desplegada en la orilla oeste del río Isar cerca de Landshut. Moreau reunió a los 36 000 soldados del Centro alrededor de Múnich bajo su control personal. El ala derecha de Lecourbe defendía la línea del río Lech superior más al oeste. Por último, Jacques MacDonald con el Ejército de los Grisones de 18 000 hombres amenazó a la fuerza de Hiller desde Suiza.
A diferencia de la mayoría de los ejércitos franceses del período revolucionario, las tropas de Moreau a finales de 1800 disfrutaban de un servicio de suministro bien organizado. Aunque el inicio del invierno alargó la lista de enfermos del ejército, la tregua de meses permitió que muchas unidades se acercaran a su plena fuerza. Muchos oficiales franceses confiaban en el éxito. Moreau planeó un amplio avance hacia el este hasta el Inn, luchando contra cualquier enemigo a medida que los encontrara. Lideraría con su izquierda para permitir que el ala derecha de Lecourbe avanzara sin ser molestado, ya que tenía una mayor distancia que cubrir. Una vez que las alas francesas se cerraron al río Inn, sus tropas buscarían sitios de cruce.
El agresivo Weyrother persuadió al archiduque John y a Lauer para que lanzaran una ofensiva. El jefe de gabinete austriaco planeaba atacar en dirección a Landshut. A partir de ahí, los austriacos girarían a la izquierda para aplastar el flanco izquierdo francés o posiblemente cruzarían la línea de comunicaciones de sus enemigos al oeste de Múnich. Sin embargo, en los últimos días de noviembre, el ejército austriaco demostró ser incapaz de avanzar con la velocidad necesaria para girar el flanco norte francés. Consciente de que sus adversarios también avanzaban, Lauer convenció al archiduque de convertir la marcha del flanco en un avance directo sobre Múnich.

## Batalla
En la noche del 30 de noviembre, la guardia de avanzada austriaca ocupó Ampfing. Al amanecer del 1 de diciembre, Johann Riesch salió de la ciudad con 12 batallones de infantería y 12 escuadrones de caballería, o aproximadamente 14 000 hombres. Ludwig Baillet de Latour-Merlemont dirigió nueve batallones y 18 escuadrones, o 12 000 soldados, en el flanco derecho de Riesch. Latour rápidamente invadió los puestos avanzados franceses y casi sorprendió a la división de Michel Ney en su campamento. A pesar de las probabilidades de cuatro a uno, el 19.º Regimiento de Caballería (francés) cargó contra sus atacantes, que incluían al 11° Regimiento de Dragones Latour.

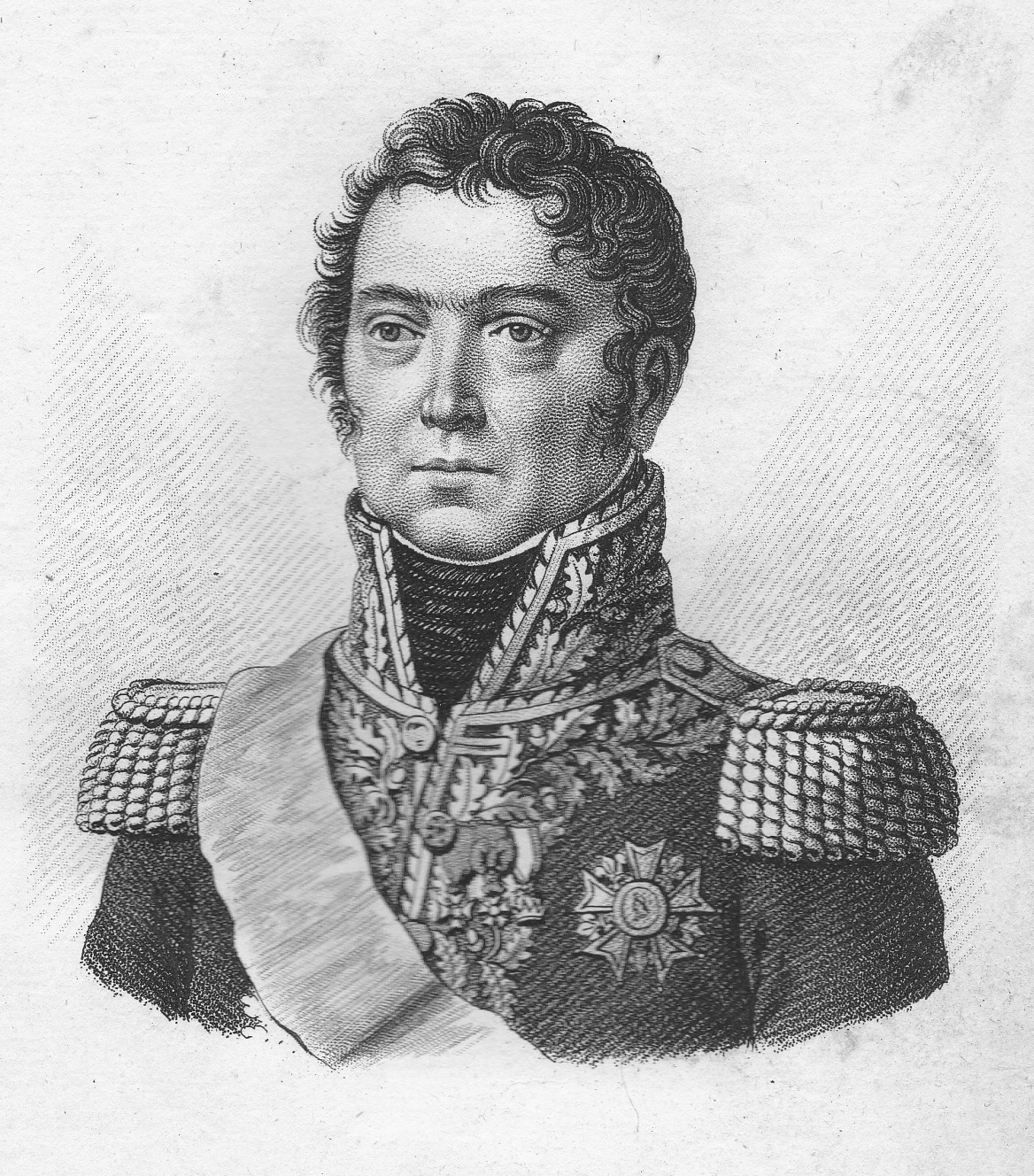
Pablo Grenier.

La carga de caballería le dio a Ney tiempo suficiente para colocar a la brigada comandada por Gabriel Adrien Marie Poissonnier Desperrières en línea de batalla para enfrentar el primer choque. La división de Ney incluía 8200 infantes, 1100 de caballería y 14 cañones, pero una de sus tres brigadas fue separada hacia el sur en Wasserburg am Inn. Desperrières llevó a cabo una defensa capaz, contraatacando cuando los 13º Dragones cabalgaron en su apoyo. Mientras tanto, Ney dirigió los combates en un frente de segunda brigada. Al mediodía, una batería de artillería a caballo dirigida por Jean Baptiste Eblé llegó y su fuego preciso desmontó rápidamente cuatro cañones austriacos y destruyó tres cajones. Más tarde, dos piezas fueron invadidas por húsares austriacos, pero los artilleros franceses se reunieron y recapturaron las piezas en una carga a caballo.

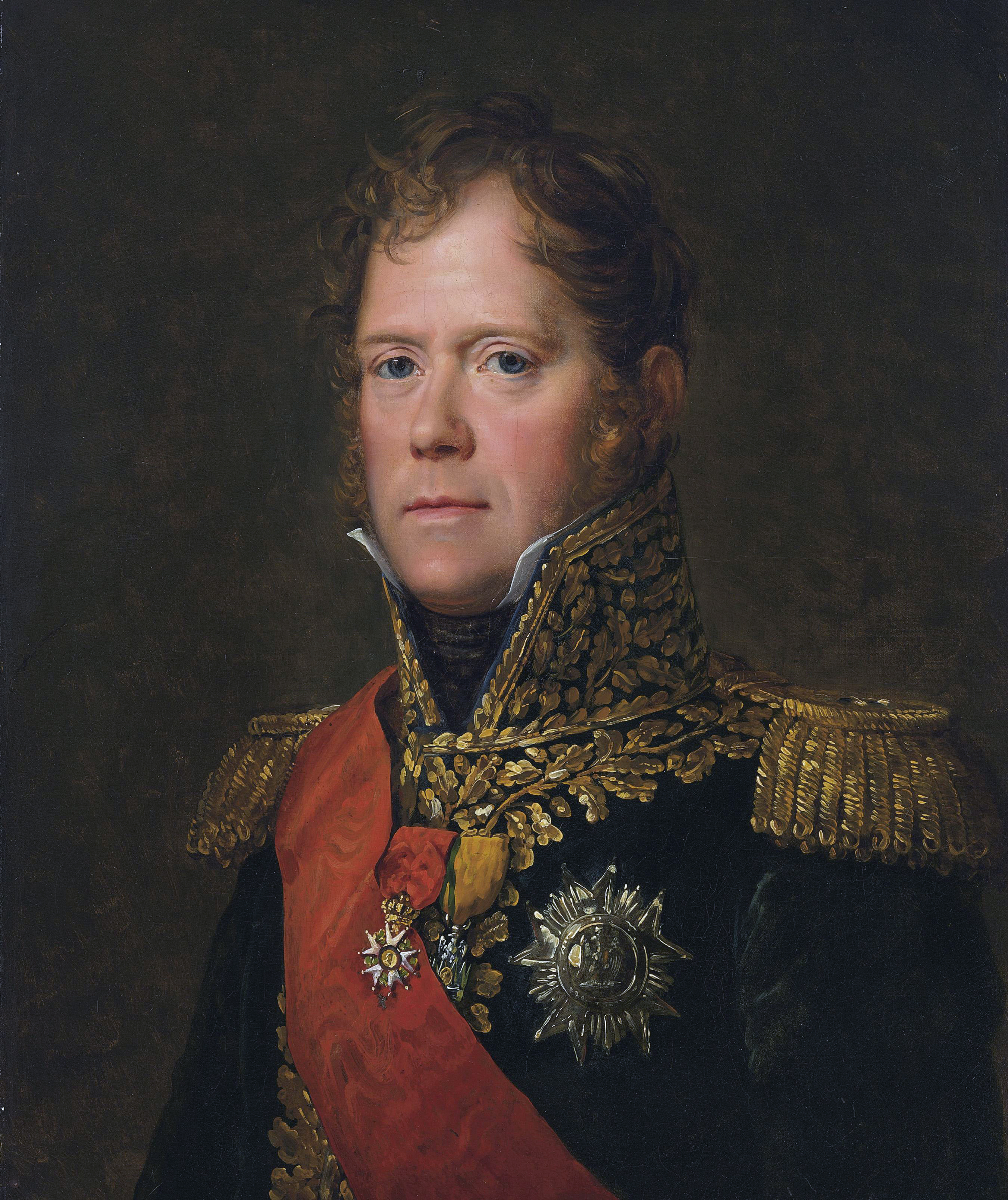
Michel Ney.

Mientras Latour golpeaba contra Ney, Riesch lanzó ataques contra los 4100 soldados de infantería, 2000 jinetes y 16 cañones pertenecientes a la división de Jean Hardy. Una brigada perteneciente a la división de Claude Legrand marchó y ayudó a bloquear el intento de Riesch de girar el flanco de Hardy. Durante los combates, un estallido de proyectiles hirió a Hardy y le hizo entregar el mando a BG Bastoul. Con ambas divisiones francesas siendo lentamente presionadas por números superiores, Grenier dio órdenes de retirada.
Grenier dirigió su retirada bien administrada a lo largo del camino hacia Haag, con todas las unidades cayendo en un escalón ordenado. Para salvar algo de artillería de la captura, los 2º Dragones cargaron contra sus perseguidores y capturaron a 100 austriacos. Después de retroceder 8 km (5 millas), los soldados franceses llegaron al campo abierto alrededor de Haag, donde asumieron una posición defensiva. En total, la batalla duró seis horas. Además de los Dragones Latour, las unidades austriacas más comprometidas fueron el 3° Regimiento de Infantería Archiduque Carlos (IR) y los 7° Dragones Waldeck de la columna de Riesch, más el 60° IR y los 4° Húsares Vecsey de la columna de Johann Kollowrat.

## Resultado
Los austriacos sufrieron 303 muertos, 1690 heridos y 1077 capturados. Los franceses perdieron 193 muertos, 817 heridos y 697 capturados. Esperando librar una gran batalla al día siguiente, los generales austriacos se sorprendieron al descubrir que los franceses evacuaron Haag y desaparecieron en los bosques profundos. Aunque Lauer aconsejó precaución, la victoria entusiasmó al inexperto archiduque Juan, al agresivo Weyrother y al personal del ejército. Se convencieron de que solo se enfrentaban a la retaguardia francesa. «Esta idea errónea llevó al cuartel general austriaco a ignorar todas las precauciones normales en la prisa por enfrentarse [a la fuerza francesa]». Juan ordenó una persecución hacia Hohenlinden por las columnas de Riesch, Latour y Kollowrat, mientras dibujaba en FML la columna de 16 000 hombres de Michael von Kienmayer para formar su flanco norte. Persiguieron a los franceses en el bosque de Ebersberg, pero Moreau esperó a la fuerza austriaca y bávara en la llanura de Hohenlinden con cuatro divisiones y su reserva de caballería y los emboscó cuando emergieron del bosque. Para completar la victoria en Hohenlinden, la división del MG Antoine Richepanse logró un envolvimiento sorpresa del flanco izquierdo austriaco.
Esta aplastante victoria, seguida de varias escaramuzas y enfrentamientos a lo largo del Danubio y en Baviera, desmoralizó a la fuerza de los Habsburgo. Estos, junto con la victoria del Primer Cónsul Napoleón Bonaparte en la Batalla de Marengo el 14 de junio de 1800, pusieron fin a la Guerra de la Segunda Coalición. En febrero de 1801, los austriacos firmaron el Tratado de Lunéville, aceptando el control francés hasta el Rin y las repúblicas títeres francesas en Italia y los Países Bajos. El posterior Tratado de Amiens entre Francia y Gran Bretaña comenzó la ruptura más larga en las guerras del período napoleónico.